# NGC 5621
NGC 5621 é uma estrela dupla na direção da constelação de Boötes. O objeto foi descoberto pelo astrônomo William Herschel em 1784, usando um telescópio refletor com abertura de 18,6 polegadas. 